# Ginglymostoma cirratum
Pour les articles homonymes, voir Requin dormeur.
Espèce
Statut de conservation UICN

 DD  : Données insuffisantes
Répartition géographique
Le Requin nourrice atlantique (Ginglymostoma cirratum) est une espèce de requins de la famille des Ginglymostomatidae.

## Description et caractéristiques
Le requin nourrice mesure 3 m de long en moyenne et peut atteindre un maximum connu de 4,30 m,. À la naissance, les jeunes mesurent entre 27 et 30 cm. Les mâles deviennent matures à 210 cm et les femelles arrivent à maturité sexuelle à près de 230 cm.
Le requin nourrice a une tête large et plate, des nageoires pectorales arrondies, des barbillons, et une longue nageoire caudale hétérocerque. La peau est de couleur brune ou beige. Les jeunes ont des taches noires sur le corps entier qui disparaissent quand l’animal atteint la taille de 60 cm.

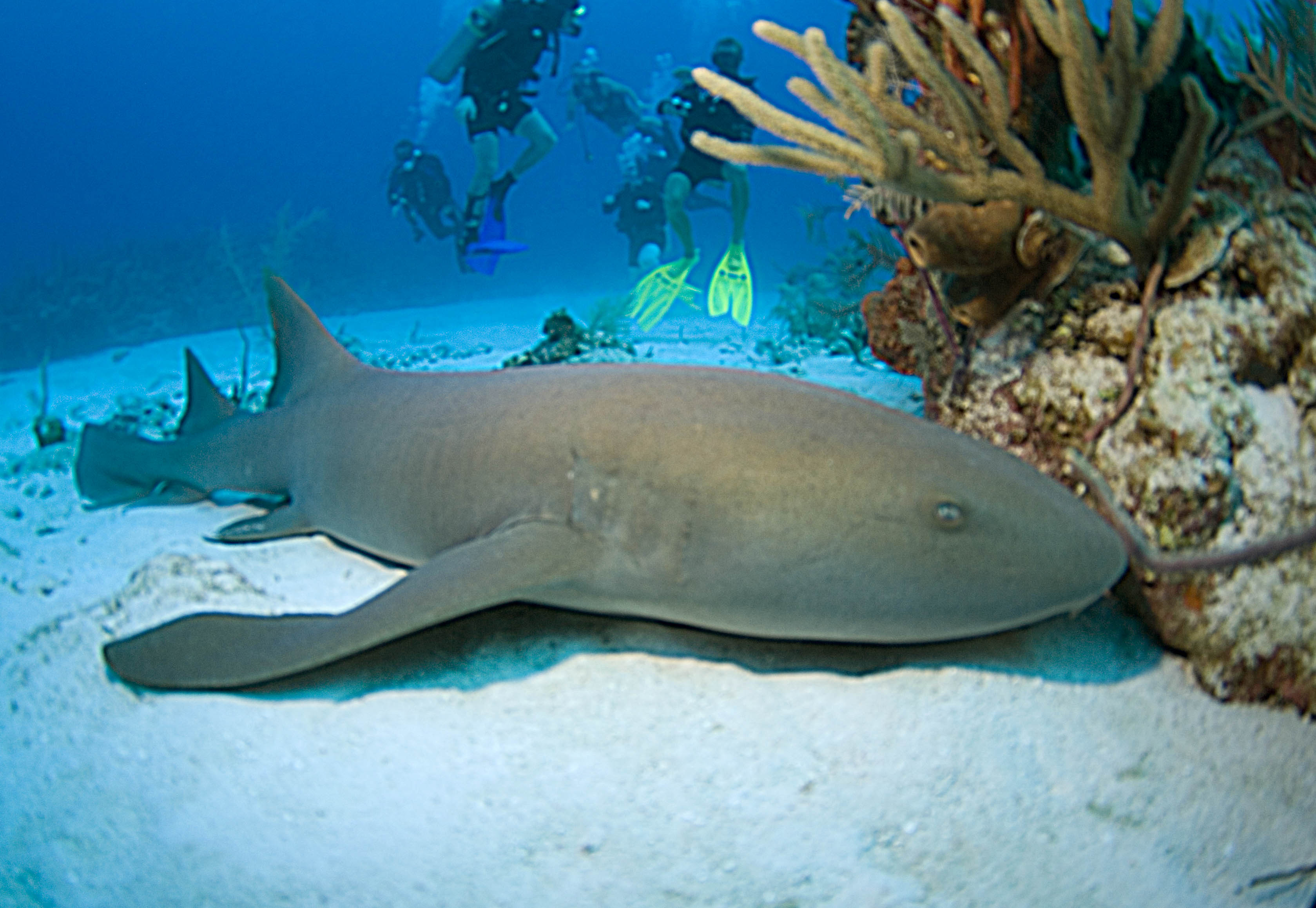
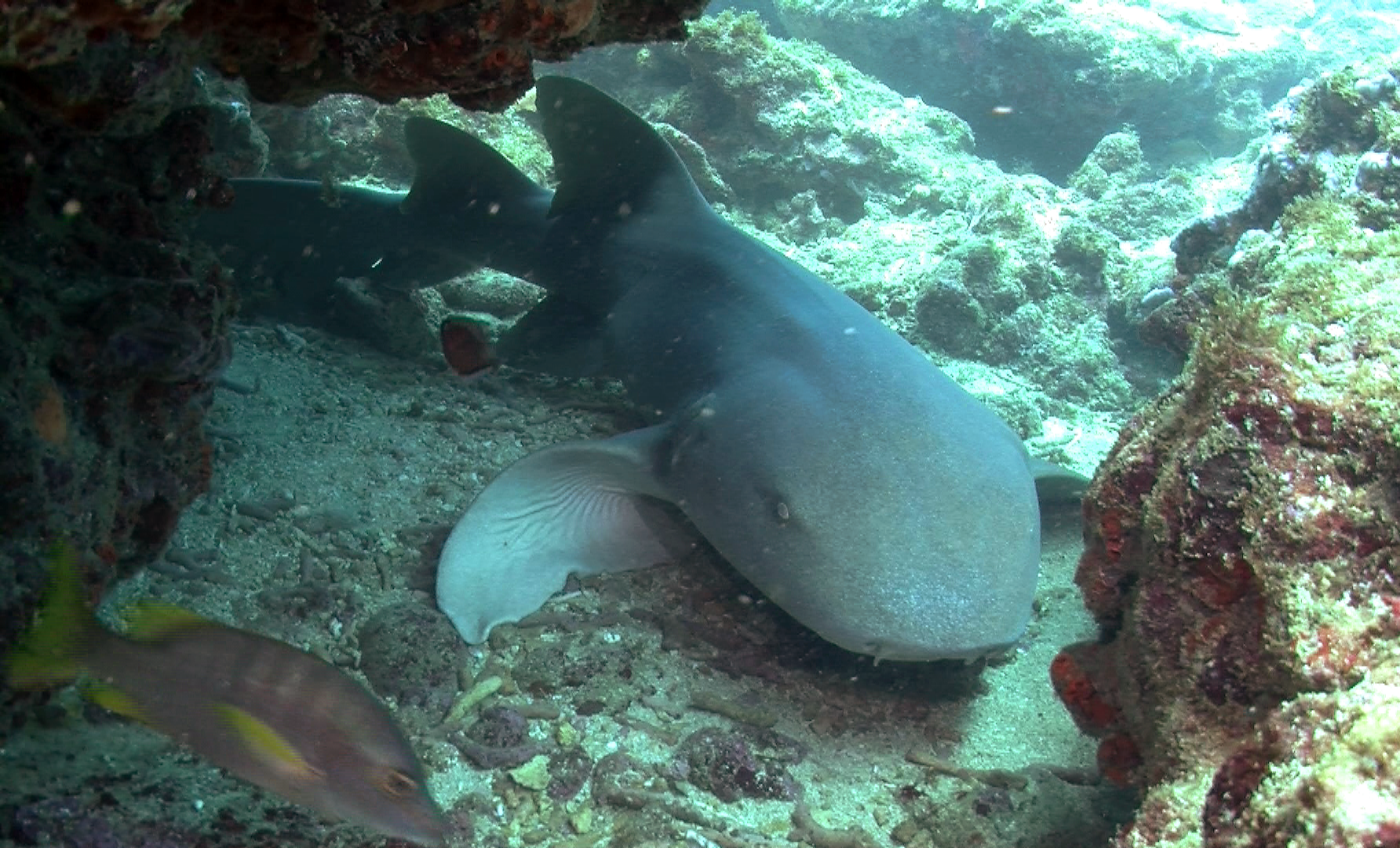

## Habitat et répartition
Les requins nourrices se trouvent dans des récifs coralliens et près de substrats rocheux. Pendant le jour ils préfèrent se cacher dans des cavernes rocheuses, et pendant la nuit ils deviennent plus actifs et ils chassent leurs proies au fond de l’océan. Les requins nourrices peuvent être trouvés en groupes et des requins retournent généralement au même emplacement caverneux pendant quelques jours. 
Ce requin vit dans l'océan Atlantique tropical : on le trouve sur les côtes des États-Unis, du Mexique, de l’Amérique centrale, des Caraïbes, de la partie nord de l’Amérique du Sud (de la Colombie au Brésil sur la côte est et au Pérou sur la côte ouest), au nord-ouest de l'Afrique, et sur la côte ouest de la France. 
Il est remplacé dans l'est de l'océan Pacifique par son espèce-sœur Ginglymostoma unami. 
Il vit entre la surface et 130 m de fond.

## Alimentation
Le principal régime alimentaire du requin nourrice se compose de petits poissons osseux (téléostéens), ainsi que d’invertébrés tels les calmars, les crevettes, les crabes, et les langoustes. Les téléostéens composent jusqu’à 89 % de l’alimentation du requin nourrice. 

## Prédateurs
Les humains sont les principaux prédateurs des requins nourrices. On a trouvé des requins nourrices dans l’estomac du requin-tigre et du requin-citron.

## Reproduction
Le requin nourrice est ovovivipare (les œufs incubent et éclosent dans l’utérus de la mère, les embryons sont nourris par la mère grâce à une réserve appelé vitellus). La mère peut être enceinte de 30 embryons à la fois, et la période de gestation dure entre 5 et 6 mois. Les jeunes naissent pendant le printemps et l’été. Le requin nourrice se reproduit tous les deux ans.

## Cycle de vie
Ce requin dort 20 heures par jour.[réf. nécessaire]